# Chariaspilates pannonicus
Chariaspilates pannonicus är en fjärilsart som beskrevs av András Vojnits 1977. Chariaspilates pannonicus ingår i släktet Chariaspilates och familjen mätare. Inga underarter finns listade i Catalogue of Life.